# Miloslav Gureň
Miloslav Gureň (* 24. září 1976 v Uherském Hradišti) je bývalý český hokejový obránce.

## Hráčská kariéra
S hokejem začínal v Uherském Brodě, později se přesunul do Uherského Hradiště a následně pak do klubu AC ZPS Zlín, kde začínal v české nejvyšší soutěži v ročníku 1993/94. Za seniorský tým AC ZPS Zlín hrával v letech 1993/96. Během tohoto období byl v roce 1995 draftován klubem Montreal Canadiens ve třetím kole ze 60. místa. Do základního kádru Canadiens se neprobojoval a proto byl poslán do farmářského klubu v Fredericton Canadiens, kde strávil tři sezóny v letech 1996/99. 10. října 1998 odehrál první zápas v NHL za Canadiens proti klubu New York Rangers, v zápase odehrál celkem sedm minut a sedmnáct sekund, dostal dvě trestné minuty a získal jeden kladný bod za pobyt na ledě. Za Montreal Canadiens stihl odehrál v sezóně 1998/99 celkem dvanáct zápasů v nichž nasbíral jednu asistenci. V následující sezóně odehrál za Canadiens o polovinu zápasu více a dokázal vstřelil svůj premiérový a také jediný gól v NHL. Poslední sezónu v zámoří 2000/01 odehrál pouze na farmě v Québec Citadelles.
Do sezóny 2001/02 se vrátil do své rodné vlasti a podepsal smlouvu s klubem HC Oceláři Třinec z extraligy. Za Oceláře odehrál všechny možné zápasy, celkem odehrál i s playoff 56 zápasů. Následující období strávil v ruském klubu CSKA Moskva z ruské Superligy, po ročníku 2002/03 odešel do klubu HK Sibir Novosibirsk, kde strávil celkem pět sezón v letech 2003/08. Během přestupového období měl zamířit do celku SKA Petrohrad, sezónu však opět odehrál v HK Sibir Novosibirsk. Po pěti letech strávených v klubu HK Sibir Novosibirsk si řekl že to potřebuje změnu a vrátil se zpět do vlasti, dohodl se s bývalým klubem HC Oceláři Třinec, kde před sedmi lety působil. Na nabídku klubu hned kývl ze dvou důvodu, byli nejrychlejší a nejkonkrétnější. Za Oceláře setrval však jednu sezónu, poté se dozvěděl od vedení klubu, že si může hledat angažmá jinde. Z domácí nejvyšší ligy se ozvaly nabídky od klubů HC Plzeň 1929 a HC BENZINA Litvínov. Nakonec se vrátil zpět do Ruska, kde ho angažoval tým HC MVD Balašicha hrající v kontinentální hokejové lize. Po dvou měsících v klubu skončil a musel si hledal nové angažmá. Zájem o Gureňě neztratil klub HC BENZINA Litvínov, se kterým se dohodl na kontraktu. Koncem ledna 2010 odešel z Litvínova aby se připojil k prvoligovému klubu HC Slovan Ústečtí Lvi.
12. srpna 2012 zamířil do Italského klubu HC Pontebba, hrající nejvyšší domácí soutěž. V klubu se potkal se spoluhráčem Rokem Pajičem, hrávali dva roky spolu v Ústeckém Lvu. Pajič se stal nejproduktivnějším hráčem, hned za ním se umístil právě Gureň. Mezi lety 2015–2023 nastupoval příležitostně za HC Spartak Uherský Brod, hrající krajskou ligu, který také trénuje a je předsedou jeho výkonného výboru.

## Ocenění a úspěchy
- 2002 ČHL - Utkání hvězd české extraligy

## Prvenství

### ČHL
- Debut - 8. října 1993 (HC Olomouc proti AC ZPS Zlín)
- První asistence - 26. října 1993 (AC ZPS Zlín proti HC Sparta Praha)
- První gól - 28. ledna 1994 (AC ZPS Zlín proti HC Stadion Hradec Králové, českému brankáři Liboru Bartovi)

### NHL
- Debut - 10. října 1998 (Montreal Canadiens proti New York Rangers)
- První asistence - 27. března 1999 (Vancouver Canucks proti Montreal Canadiens)
- První gól - 9. října 1999 (Vancouver Canucks proti Montreal Canadiens, americkému brankáři Garth Snow)

## Klubová statistika
| Sezóna       | Klub                    | Soutěž       |     | Základní část | Základní část | Základní část | Základní část | Základní část |   | Play off | Play off | Play off | Play off | Play off |
| Sezóna       | Klub                    | Soutěž       | Z   | G             | A             | B             | TM            | Z             | G | A        | B        | TM       |          |          |
| 1992/1993    | AC ZPS Zlín 20          | ČSHL-20      | 36  | 7             | 14            | 21            |               | —             | — | —        | —        | —        |          |          |
| 1993/1994    | AC ZPS Zlín             | ČHL          | 22  | 1             | 5             | 6             |               | 3             | 0 | 0        | 0        |          |          |          |
| 1994/1995    | AC ZPS Zlín             | ČHL          | 32  | 3             | 7             | 10            | 10            | 12            | 1 | 0        | 1        | 6        |          |          |
| 1995/1996    | AC ZPS Zlín             | ČHL          | 28  | 1             | 2             | 3             |               | 7             | 1 | 0        | 1        |          |          |          |
| 1996/1997    | Fredericton Canadiens   | AHL          | 79  | 6             | 26            | 32            | 26            | —             | — | —        | —        | —        |          |          |
| 1997/1998    | Fredericton Canadiens   | AHL          | 78  | 15            | 36            | 51            | 36            | 4             | 1 | 2        | 3        | 0        |          |          |
| 1998/1999    | Fredericton Canadiens   | AHL          | 63  | 5             | 16            | 21            | 24            | 15            | 4 | 7        | 11       | 10       |          |          |
| 1998/1999    | Montreal Canadiens      | NHL          | 12  | 0             | 1             | 1             | 4             | —             | — | —        | —        | —        |          |          |
| 1999/2000    | Québec Citadelles       | AHL          | 29  | 5             | 12            | 17            | 16            | 3             | 0 | 0        | 0        | 2        |          |          |
| 1999/2000    | Montreal Canadiens      | NHL          | 24  | 1             | 2             | 3             | 12            | —             | — | —        | —        | —        |          |          |
| 2000/2001    | Québec Citadelles       | AHL          | 75  | 11            | 40            | 51            | 24            | 8             | 4 | 2        | 6        | 6        |          |          |
| 2001/2002    | HC Oceláři Třinec       | ČHL          | 52  | 2             | 9             | 11            | 44            | 6             | 1 | 2        | 3        | 8        |          |          |
| 2002/2003    | CSKA Moskva             | RSL          | 39  | 2             | 7             | 9             | 14            | —             | — | —        | —        | —        |          |          |
| 2003/2004    | HK Sibir Novosibirsk    | RSL          | 55  | 7             | 8             | 15            | 26            | —             | — | —        | —        | —        |          |          |
| 2004/2005    | HK Sibir Novosibirsk    | RSL          | 30  | 5             | 2             | 7             | 22            | —             | — | —        | —        | —        |          |          |
| 2005/2006    | HK Sibir Novosibirsk    | RSL          | 51  | 6             | 7             | 13            | 36            | 4             | 2 | 0        | 2        | 4        |          |          |
| 2006/2007    | HK Sibir Novosibirsk    | RSL          | 53  | 1             | 13            | 14            | 80            | 7             | 1 | 1        | 2        | 8        |          |          |
| 2007/2008    | HK Sibir Novosibirsk    | RSL          | 56  | 1             | 8             | 9             | 34            | —             | — | —        | —        | —        |          |          |
| 2008/2009    | HC Oceláři Třinec       | ČHL          | 41  | 4             | 11            | 15            | 52            | 5             | 0 | 0        | 0        | 2        |          |          |
| 2009/2010    | HC BENZINA Litvínov     | ČHL          | 44  | 3             | 6             | 9             | 36            | —             | — | —        | —        | —        |          |          |
| 2009/2010    | HC Slovan Ústečtí Lvi   | 1.ČHL        | 3   | 0             | 0             | 0             | 2             | 17            | 1 | 2        | 3        | 10       |          |          |
| 2010/2011    | HC Slovan Ústečtí Lvi   | 1.ČHL        | 30  | 1             | 4             | 5             | 28            | 21            | 1 | 0        | 1        | 10       |          |          |
| 2011/2012    | HC Pontebba             | LIHG         | 40  | 6             | 26            | 32            | 56            | —             | — | —        | —        | —        |          |          |
| 2012/2013    | HC Pontebba             | LIHG         | 40  | 6             | 26            | 32            | 56            | —             | — | —        | —        | —        |          |          |
| 2013/2014    | Rouen Hockey Élite 76   | LM           | 23  | 3             | 14            | 17            | 20            | 7             | 1 | 0        | 1        | 8        |          |          |
| 2014/2015    | HC Eppan Pirates        | LIHG         | 11  | 2             | 2             | 4             | 10            | —             | — | —        | —        | —        |          |          |
| 2014/2015    | Ferencvárosi TC         | MOL Liga     | 25  | 4             | 7             | 11            | 26            | —             | — | —        | —        | —        |          |          |
| 2015/2016    | HC Spartak Uherský Brod | KLLH         | —   | —             | —             | —             | —             | —             | — | —        | —        | —        |          |          |
| 2016/2017    | HC Spartak Uherský Brod | KLLH         | —   | —             | —             | —             | —             | —             | — | —        | —        | —        |          |          |
| 2017/2018    | HC Spartak Uherský Brod | KLLH         | —   | —             | —             | —             | —             | —             | — | —        | —        | —        |          |          |
| 2018/2019    | HC Spartak Uherský Brod | KLLH         | —   | —             | —             | —             | —             | —             | — | —        | —        | —        |          |          |
| 2019/2020    | HC Spartak Uherský Brod | KLLH         | 17  | 3             | 7             | 10            | 12            | 2             | 0 | 1        | 1        | 6        |          |          |
| 2020/2021    | HC Spartak Uherský Brod | KLLH         | 1   | 0             | 0             | 0             | 0             | —             | — | —        | —        | —        |          |          |
| 2021/2022    | HC Spartak Uherský Brod | KLLH         | 3   | 0             | 2             | 2             | 2             | 1             | 0 | 0        | 0        | 4 -      |          |          |
| 2022/2023    | HC Spartak Uherský Brod | KLLH         | 3   | 0             | 0             | 0             | 2             | —             | — | —        | —        | —        |          |          |
| Celkem v NHL | Celkem v NHL            | Celkem v NHL | 36  | 1             | 3             | 4             | 16            | —             | — | —        | —        | —        |          |          |
| Celkem v AHL | Celkem v AHL            | Celkem v AHL | 324 | 42            | 130           | 172           | 126           | 30            | 9 | 11       | 20       | 18       |          |          |
| Celkem v RSL | Celkem v RSL            | Celkem v RSL | 284 | 22            | 45            | 67            | 212           | 11            | 3 | 1        | 4        | 12       |          |          |
| Celkem v ČHL | Celkem v ČHL            | Celkem v ČHL | 219 | 14            | 40            | 54            | 142           | 33            | 3 | 2        | 5        | 16       |          |          |

## Reprezentace
| Rok          | Tým          | Soutěž       | Z  | G | A | B | TM |
| ------------ | ------------ | ------------ | -- | - | - | - | -- |
| 1994         | Česko 18     | MEJ          | 5  | 1 | 3 | 4 | 2  |
| 1995         | Česko 20     | MSJ          | 7  | 0 | 0 | 0 | 4  |
| 2001/2002    | Česko        | EHT          | 10 | 1 | 3 | 4 | 6  |
| 2006/2007    | Česko        | EHT          | 3  | 0 | 0 | 0 | 2  |
| Celkem v EHT | Celkem v EHT | Celkem v EHT | 13 | 1 | 3 | 4 | 8  |